# Czysty geniusz
Czysty geniusz (ang. Pure Genius) – amerykański serial telewizyjny (dramat medyczny) wyprodukowany przez True Jack Productions, CBS Television Studios oraz Universal Television. Pomysłodawcą serialu jest Jason Katims.
Premierę ogłoszono na 27 października 2016 roku przez CBS. 17 maja 2017 roku, stacja CBS ogłosiła anulowanie serialu po jednym sezonie.
W Polsce serial miał premierę 11 czerwca 2017 roku na TVN 7.

## Fabuła
Serial skupia się na Jamesie Bellu, młodym techniku z Doliny Krzemowej, który kupuje szpital. Zatrudnia w nim Waltera Wallace'a, chirurga, z którym chce leczyć pacjentów nowym metodami i technikami.

## Obsada

### Główna
- Dermot Mulroney jako dr Walter Wallace[4]
- Augustus Prew jako James Bell[5]
- Reshma Shetty jako dr Talaikha Channarayapatra[6]
- Brenda Song jako Angie[6]
- Odette Annable jako Zoe (aka Alex)[7]
- Aaron Jennings jako dr Malik Water[8]
- Ward Horton jako dr Scott Strauss[9]

## Odcinki
| Sezon | Sezon | Odcinki | Oryginalna emisja CBS | Oryginalna emisja CBS | Oryginalna emisja TVN 7 | Oryginalna emisja TVN 7 | Oryginalna emisja TVN 7 |
| Sezon | Sezon | Odcinki | Premiera sezonu       | Finał sezonu          | Premiera sezonu         | Finał sezonu            |                         |
| ----- | ----- | ------- | --------------------- | --------------------- | ----------------------- | ----------------------- | ----------------------- |
|       | 1     | 13      | 27 października 2016  | 26 stycznia 2017      | 11 czerwca 2017         | 3 września 2017         |                         |

### Sezon 1 (2016-2017)
| #  | Tytuł                                               | Reżyseria          | Scenariusz        | Premiera CBS         | Premiera TVN 7   |
| -- | --------------------------------------------------- | ------------------ | ----------------- | -------------------- | ---------------- |
| 1  | Pilot                                               | David Semel        | Jason Katims      | 27 października 2016 | 11 czerwca 2017  |
| 2  | It's Your Friendly Neighborhood Spider Silk Surgery | Richard Lewis      | Jon Cowan         | 3 listopada 2016     | 18 czerwca 2017  |
| 3  | You Must Remember This                              | Jessica Yu         | Yahlin Chang      | 10 listopada 2016    | 25 czerwca 2017  |
| 4  | Not Your Grandmother's Robotic Surgery              | Mark Piznarski     | Jason Katims      | 17 listopada 2016    | 2 lipca 2017     |
| 5  | Fire and Ice                                        | Norberto Barba     | Julia Brownell    | 24 listopada 2016    | 9 lipca 2017     |
| 6  | Bunker Hill, We Have a Problem                      | Dylan Massin       | Meredith Averill  | 1 grudnia 2016       | 16 lipca 2017    |
| 7  | A Bunker Hill Christmas                             | Michael Engler     | Jason Katims      | 8 grudnia 2016       | 23 lipca 2017    |
| 8  | Around the World in Eight Kidneys                   | Dylan K. Massin    | Denise Hahn       | 15 grudnia 2016      | 30 lipca 2017    |
| 9  | Grace                                               | Rosemary Rodriguez | Andrew Hinderaker | 1 stycznia 2017      | 6 sierpnia 2017  |
| 10 | Hero Worship                                        | Michael Weaver     | Ted Sullivan      | 5 stycznia 2017      | 13 sierpnia 2017 |
| 11 | Touch and Go                                        | Patrick Norris     | Meredith Averill  | 12 stycznia 2017     | 20 sierpnia 2017 |
| 12 | I Got This                                          | Michael Weaver     | Julia Brownell    | 19 stycznia 2017     | 27 sierpnia 2017 |
| 13 | Lift Me Up                                          | Norberto Barba     | Jon Cowan         | 26 stycznia 2017     | 3 września 2017  |

## Produkcja
22 stycznia 2016 roku, stacja CBS zamówiła pilotowy odcinek "Pure Genius"
W lutym 2016 roku, Ward Horton, Augustus Prew i Brenda Song dołączyli do obsady serialu. W marcu 2016 roku, ogłoszono, że Odette Annable, Dermot Mulroney oraz Reshma Shetty dołączyli do obsady "Pure Genius"
10 kwietnia 2016 roku, Aaron Jennings dołączył do serialu. 14 maja 2016 roku, stacja CBS oficjalnie zamówiła pierwszy sezon serialu na sezon telewizyjny 2016/2017.